# Shahnaz Pahlavi
Shahnaz Pahlavi (persiska: Shahnâz Pahlavi, شهناز پهلوی), född 27 oktober 1940 i Teheran i Iran, var fram till 1979 prinsessa av Iran. Hon är äldsta dotter till shah Mohammad Reza Pahlavi.

## Biografi
Shahnaz Pahlavi är dotter till Mohammad Reza Pahlavi i hans första äktenskap med Fawzia av Egypten, och därmed barnbarn till grundaren av Pahlavidynastin, Reza Pahlavi och Tadj ol-Molouk. Hon är också barnbarn till den egyptiske kungen Fuad I av Egypten och drottning Nazli Sabri. Shahnaz utbildades i Schweiz.
Shahnaz tackade nej till äktenskap med den irakiske kungen Faisal II av Irak och gifte sig med Ardeshir Zahedi, son till general Fazlollah Zahedi. Vigseln ägde rum i Golestanpalatset i Teheran den 11 oktober 1957. Äktenskapet slutade i skilsmässa 1964. Shahnaz och Ardeshir fick en dotter tillsammans, prinsessan Zahra Mahnaz Zahedi.
I februari 1971 gifte sig Shahnaz med Khosrow Jahanbani, son till general Aminullah Jahanbani. Äktenskapet godkändes inte av hennes far shah Mohammad Reza Pahlavi; därför levde paret i Genève, och fick två barn tillsammans: Fawzieh (född 1973) och Keykhosrow (född 1971).
Efter iranska revolutionen valde Shahnaz att leva ett privat liv i Schweiz utanför offentligheten.